# Bianor compactus
Bianor compactus là một loài nhện trong họ Salticidae.
Loài này thuộc chi Bianor. Bianor compactus được Arthur T. Urquhart. miêu tả năm 1885.